# Jacobsonina albomarginata
Jacobsonina albomarginata är en kackerlacksart som först beskrevs av Hanitsch 1935.  Jacobsonina albomarginata ingår i släktet Jacobsonina och familjen småkackerlackor. Inga underarter finns listade i Catalogue of Life.